# Narnia
Narnia es un mundo de fantasía creado por C. S. Lewis para su serie de novelas de fantasía infantil Las Crónicas de Narnia.
En Narnia, algunos animales pueden hablar, las bestias míticas abundan y la magia es común. La heptalogía cuenta la historia de Narnia cuando humanos, por lo general niños, entran en el mundo narniano desde el nuestro: la Tierra.
De acuerdo con la historia narrada en El sobrino del mago, Narnia fue creada por el canto de Aslan. Testigos de esto fueron Digory Kirke, Polly Plummer, Andrew Ketterley, Frank el cochero, y el caballo Fresón.

## Países

Esquema del mapa del mundo de Narnia

## Habitantes

### Humanos de la Tierra
Un total de once personas nombradas por C. S. Lewis entró a Narnia: cuatro niños, cuatro niñas, dos hombres y una mujer. Los narnianos suelen llamarlos hijos de Adán e hijas de Eva, referenciando a los primeros seres humanos en el relato bíblico de la creación.
Los Pevensie son los más conocidos: Peter Pevensie (Gran rey Peter, el magnífico), Susan Pevensie (Reina Susan, la benévola), Edmund Pevensie (Rey Edmund, el justo), y Lucy Pevensie (Reina Lucy, la valiente). Todos ellos aparecen en El león, la bruja y el armario, y en El Príncipe Caspian. Edmund y Lucy aparecen en La travesía del Viajero del alba, y todos, excepto Peter (quien va a la guerra contra los gigantes en la frontera norte), aparecen como adultos en El caballo y su niño.
Otros de nuestro mundo son el rey Frank, anteriormente un cochero en Londres, y su esposa, la reina Helen, quienes fueron los primeros reyes de Narnia y cuyos descendientes vivieron en Narnia por muchas generaciones. Ellos, junto con Andrew Ketterley, Digory Kirke y Polly Plummer, aparecen en El Sobrino del Mago.
Eustace Scrubb, primo de los Pevensie, aparece en La travesía del Viajero del alba, y La silla de plata. Y Jill Pole, una compañera de clase de Scrubb, aparece en La silla de plata. Todos ellos, excepto Susan Pevensie y Andrew Ketterley, aparecen en La última batalla.
Seis piratas y seis mujeres vinieron de nuestro mundo a la tierra deshabitada de Telmar, y fundaron el reino de los telmarinos. Como dice Aslan en El Príncipe Caspian, encontraron accidentalmente, en una cueva, «uno de los resquicios o abismos entre mundos que existían en épocas pasadas», y añade: «Aquél era uno de los últimos: no digo el último». Así que, posiblemente, otros llegaron a Narnia de nuestro mundo también, pero Lewis no lo incluyó en sus historias.

### Enanos
Los Enanos son nativos de Narnia. Son llamados hijos de la Tierra por Aslan, a diferencia de los humanos, que son llamados hijos de Adán o hijas de Eva. Existen enanos en al menos dos variedades: enanos negros y enanos rojos, que se distinguen por el color de su cabello. Mientras que muchos enanos rojos son amables y leales a Aslan, los enanos negros parecen ser más egoístas y hostiles. Los enanos que aparecen en los libros son siempre varones, y viven juntos en comunidades, a pesar de que se sabe que emparentan con los humanos. Por ejemplo, en El Príncipe Caspian, el Dr. Cornelius es un medio-enano.
Los enanos, al igual que los faunos, sátiros, el dios del río y sus hijas las náyades, y el pueblo de los árboles (deidades de los bosques), surgieron cuando Aslan (en El sobrino del mago) creó Narnia cantando: «Despierta, ama, piensa, habla. Que hayan árboles que anden. Hayan bestias parlantes. Hayan aguas divinas». Los enanos fueron, presumiblemente, creados de la tierra, así como las dríadas eran de los árboles, y las náyades, de las aguas. Los enanos aparecen también en la coronación del rey Frank. En consonancia con su carácter de hijos de la Tierra, los enanos son herreros cualificados y prolíficos; otros son mineros y carpinteros. En batalla son reconocidos como arqueros mortales. Un enano puede caminar todo un día y toda una noche sin parar.

### Animales parlantes
Fresón, el caballo del cochero Frank, también entró a Narnia desde nuestro mundo, y no solo fue elegido para ser un animal parlante, sino que se transformó en Alado, el primer caballo alado de Narnia.
Muchos de los animales de nuestro mundo también se pueden ser hallados en Narnia. Además de haber versiones parlantes de muchos de los mismos. Cuando Aslan sopló sobre las primeras parejas de animales, algunos no sólo ganaron el pensamiento y el habla, sino que adicionalmente cambiaron de tamaño. Los animales más pequeños (roedores, aves y pequeños mamíferos) son más grandes que sus parientes no parlantes, y los animales más grandes en nuestro mundo, son ligeramente más pequeños en Narnia. Las bestias parlantes se pueden dividir en tres categorías principales: aves, mamíferos y reptiles. No hay peces, anfibios o insectos que hablen.
En El príncipe Caspian se menciona que en un inicio no habían ratones parlantes, pero Aslan les concedió el habla como recompensa por su bondad al roer las cuerdas que lo ataban en la mesa de piedra, poco después de que fuera sacrificado por la Bruja Blanca.
En el derecho de Narnia y la costumbre, los animales parlantes son seres totalmente iguales a los seres humanos: matarlos y comerlos es cometer asesinato y canibalismo. Por otro lado, matar y comerse a un animal no parlante es un acto aceptable. Así, por ejemplo, en El Príncipe Caspian, tres osos parlantes se encuentran entre los seguidores leales del príncipe, pero más adelante, en el mismo libro, un oso no parlante es matado y comido, C. S. Lewis incluso da una descripción detallada de cómo se cocinó su carne.

### Brujas
Dos brujas aparecen como personajes en los libros de Narnia: la Bruja Blanca (Jadis, emperatriz de Charn, conocida también como la Dama Blanca), y la Dama de la Saya Verde (o la Dama Verde). Mucho tiempo después de la muerte de C. S. Lewis aparecieron bocetos de los personajes que parecen indicar que estas dos brujas son la misma persona. Pero estas notas no se atribuyen a Lewis (Véase Dama de la Saya Verde para más detalles).
Jadis es la última descendiente de la casa real de Charn, aunque en la tradición narniana se dice que desciende de la primera esposa de Adán, llamada Lilith, de acuerdo a la tradición judía, que la considera un demonio mitológico. De acuerdo con los Castores, Jadis no tiene sangre humana en absoluto, a pesar de que posee la apariencia de una mujer muy alta. Cuando Jadis entró por primera vez en Narnia, cuando ésta estaba siendo creada por Aslan, se comió una fruta que le dio la inmortalidad. Luego huyó hacia el norte, donde pasó novecientos años reuniendo fuerzas para invadir y conquistar Narnia; una vez lográndolo, sometió al país a cien años de invierno. Fue muerta por Aslan en la Primera Batalla de Beruna.
La Dama Verde se transforma en una enorme serpiente del mismo color en dos ocasiones, narrado en La silla de plata. Una vez que mató a la madre de Rilian, también trató de matar al propio Rilian y a sus compañeros. La mayoría de sus otros poderes parecen estar relacionados con la seducción y la esclavitud; ella embruja y esclaviza a Rilian y a un ejército de enanos subterráneos, y casi logra embrujar a Jill Pole, Eustace Scrubb y Barroquejón, utilizando polvo de magia y un instrumento musical.

### Criaturas mitológicas
Otros habitantes del mundo de Narnia son seres mitológicos o folclóricos conocidos, incluyendo centauros, dragones, dríadas, terrícolas (una versión narniana de los gnomos), faunos, gigantes, necrófagos, grifos, brujas, hamadríades, íncubos, ménades, seres marinos, minotauros, monópodos, náyades, ogros, caballos alados, aves fénix, sátiros, serpientes marítimas, silvanos, gente de las estrellas, duendes, unicornios, hombres lobo, etc. Estos son una mezcla libre de las criaturas de fuentes grecorromanas y británicas.

## Cosmología

### Características generales
El mundo de Narnia es un mundo plano en un universo geocéntrico. Su cielo es una cúpula que las criaturas mortales no pueden penetrar. Viajando hacia el este, personajes de La travesía del viajero del alba finalmente llegan a un extremo literal del mundo, donde el cielo se llega al mar.
Las estrellas de Narnia son brillantes seres humanoides. Sus constelaciones son el resultado de una danza mística en el cielo, a cargo de las estrellas para anunciar las obras y venidas de Aslan, el creador de Narnia. Las estrellas también se disponen para permitir videntes predecir ciertos acontecimientos futuros. Constelaciones incluyen la Nave, el martillo y el leopardo.
El sol de Narnia es un disco llameante que gira en torno al mundo una vez al día. El sol tiene su propio ecosistema, y se cree que está habitado por grandes pájaros blancos, que aparecen en La travesía del viajero del alba. Parte de la vegetación en el sol se sepa que contienen propiedades curativas. Por ejemplo, el extracto de un fuego de la flor que se encuentra en las montañas puede curar cualquier herida o enfermedad, y una baya de fuego que crece en sus valles, cuando se come por la estrella caída Ramandu, trabaja para revertir los efectos de la edad. La luna de Narnia es más grande que la luna de la Tierra. 
Pasajes en varios de los libros sugieren que la planta de Narnia puede estar viviendo. En la silla de plata, los protagonistas encuentran una tierra llamada Bism muchas millas por debajo de Narnia, donde los diamantes y otras joyas proporcionan zumo, aplastados o exprimido. Ellos encuentran la idea increíble hasta un gnomo explica que las piedras preciosas que se encuentran en Bism son reales, no muerto como los que se encuentran en las minas "superficiales" hechas por enanos y otras personas que viven en la superficie.

### Multiverso
El mundo de Narnia es parte de un multiverso de muchos mundos, incluyendo la Tierra y el mundo de Charn. Estos están conectados por un mundo-meta o sala de vincular conocido como el Bosque entre los Mundos. Este espacio tiene la forma de un denso bosque con muchos charcos de agua. Con la magia apropiado (o un dispositivo tal como anillos hechos de la tierra), cada grupo lleva a un mundo diferente. La madera entre los mundos parece afectar a la magia y la fuerza de la bruja blanca, que se convierte en débil y enfermo cuando se toma allí.
El libro Narnia sobrino del mago en su segundo párrafo dice: "En aquellos días, Sherlock Holmes aún vivía en Baker Street y los Bastables Estábamos buscando un tesoro en el camino de Lewisham." Esto sugiere que el fin de la Tierra de las historias de Narnia, y las historias de Sherlock Holmes, y la historia de los Buscadores de Tesoros, sucede en el mismo universo de ficción.

### Tiempo
Los visitantes de la Tierra a Narnia generalmente encuentran que una visita a Narnia dura más en Narnia (a veces mucho más) que el período correspondiente de su ausencia de la Tierra. Cuánto tiempo más parece ser arbitrario. Por ejemplo, en El león, la bruja y el armario, la primera visita de Lucy a Narnia dura horas y la aventura principal de los cuatro niños allí dura quizás varias décadas, el tiempo suficiente para que se conviertan en adultos y casi olviden su infancia en la Tierra. Cada vez, se van de la Tierra por solo unos segundos. Visitando Narnia siempre se encuentra que allí ha pasado más tiempo que en la Tierra, pero no parece que haya un ritmo fijo: entre El León, La Bruja y El Armario y el Príncipe Caspian han pasado unos mil años en Narnia, pero entre eso y El el Viaje del Viajero Del Alba solo tres años, y  la silla de plata varias décadas.

## Historia

### Creación de Narnia
En el primer año de Narnia, la creación de Narnia fue presenciado por seis criaturas: Jadis, emperatriz de Charn, Digory Kirke, Polly Plummer, Andrew Ketterley, Frank el cochero, y su caballo cabina Fresón. Durante un intento fallido por Dígory para transferir a Jadis de Londres en nuestro mundo de vuelta a su propio mundo de Charn, el grupo llegó en la oscuridad sin hacer de Narnia Aslan justo antes de llamar a la existencia.
Aslan comenzó la creación poco después de su llegada, y con su canción provocó las estrellas, el sol, y, finalmente, todas las formas del terreno, las plantas y los animales, así. Cuando hubo terminado, Aslan selecciona determinados animales procedentes de estos para ser animales que hablan, dando a ellos, y todas las otras criaturas mágicas, Narnia como su nuevo hogar, a poseer y gobernar con sabiduría y cuidado.
Aslan siguiente nombró a sus primeros gobernantes, el taxista y su esposa, como Rey Frank I y la reina Helena (esposa del taxista Nellie fue llamado a Narnia por Aslan poco después), y les dio instrucciones para gobernar tranquilamente sobre las bestias parlantes. Consciente de que el mal reina-bruja Jadis había entrado en su nueva tierra, Aslan envió a Dígory para recuperar una manzana mágica de un jardín en el Salvaje Oeste más allá de Narnia. Cuando regresó Dígory, la manzana fue plantado por el río, donde creció inmediatamente en un árbol que, como Aslan explicó protegería a Narnia de Jadis durante muchos años.
Aslan permitió a Dígory tomar una manzana del árbol nuevo de vuelta a nuestro mundo por su madre enferma. Después de haber comido, Dígory plantó el núcleo en su jardín, donde se convirtió en un gran árbol de manzana. Muchos años más tarde, el árbol fue derribado en una tormenta y Dígory (que ahora era un profesor), tuvo su madera hecha en el armario que figura en el título de El león, la bruja y el armario - para este armario se convirtió en el de entrada a través del cual los Pevensie descubrirían Narnia.

### Dominio de la Bruja Blanca
Durante la Era de la Conquista, Narnia se mantuvo en paz durante cientos de años después de su creación, hasta que Jadis, se convirtió en la Reina Blanca, conquistando el país en 898. Ella reinó como un tirano hasta el año 900, usando su varita mágica para convertir a cualquier terrateniente en piedra. Con su magia se cubrió la tierra en hielo y nieve, por lo que es "siempre invierno y nunca Navidad"; así comenzó la edad de Invierno de Narnia. A pesar de que afirmó ser Reina de Narnia y Châtelaine de Cair Paravel, Jadis gobernando desde su propia fortaleza en el norte, donde sus salas estaban llenas de narnianos se había convertido en piedra.
Por este tiempo, los seres humanos de Narnia habían muerto o los habían expulsado (aunque algunos se mantuvieron en Archenland y Calormen en el momento). Jadis temía una profecía que decía que; "cuando la carne de Adán y el hueso de Adán sientan a Cair Paravel en trono, el mal tiempo estará terminado y hecho." Sus espías fueron, pues, siempre atentos a los intrusos humanos. Cien años en el invierno sin fin, Lucy Pevensie entró en Narnia y se hizo amigo de Tumnus el Fauno; la niña y sus hermanos lograron llegar a Aslan antes de que Jadis pudiera matarlos. En el año Narniano 1000, bajo la influencia de Aslan, los hechizos de la bruja estaban rotos y el invierno llegó a su fin. Aslan restaura los narnianos quienes la bruja había convertido en piedra. Así terminó la Era de invierno y comenzó la Edad de Oro de Narnia.

### La Edad Dorada
Después de la derrota de la bruja en el año 1000, Aslan cumplió la antigua profecía de Narnia e hizo a los cuatro niños Pevensie - Peter, Susan, Edmund y Lucy - reyes y reinas de Narnia. La prosperidad que inauguró la edad de oro de Narnia. En los primeros años, los Pevensie vencieron a los restos del ejército de la Bruja Blanca, haciendo frente a otros países que habían temido a Jadis, pero se volvieron más audaces tras su muerte. Los Pevensie hicieron retroceder a los gigantes del norte y en 1014 derrotaron a un ejército invasor de Calormen (como se relata en El caballo y su niño). Los reyes y reinas se hicieron siempre con la victoria, y durante los quince años de su reinado Narnia fue una tierra segura y feliz. En 1015, los Pevensie regresaron a la Tierra, poniendo fin a la Edad de Oro. Poco se sabe de los años que siguieron hasta la invasión de los telmarinos.

### La Edad Oscura
Lo que pasó entre la desaparición de los Pevensie en 1015 y la invasión de los telmarinos en 1998 no está claro. Lo que se indica en la línea de tiempo es que Aravis y Cor tuvieron un hijo, llamado Ram el Grande, se convirtió en rey de Archenland en el año 1050, y Swanwhite II se convirtió en la reina de Narnia en 1502.

### El Dominio Telmarino
En el año 1998 de Narnia, Narnia fue invadida por gentes de occidente, los telmarinos, descendientes de los piratas de la tierra, y así comenzó la Edad telmarina de Narnia. Dirigidos por Caspian I, dejaron sus tierras del oeste para escapar de una gran hambruna y llegaron a Narnia por el cruce de un pase en las montañas. Después de la derrota narniana, los antiguos narnianos se escondieron en los bosques, y los seres humanos se convirtieron en la especie dominante. En el momento del nacimiento de Caspian X (descendiente directo de Caspian I), los viejos tiempos de Narnia eran considerados legendarios y los reyes telmarinos ocultaron activamente la existencia de los viejos narnianos. La gente empezó a temer al bosque y al mar, y a olvidar que las antiguas criaturas una vez habían vivido allí.

#### Reinado de Caspian X
Peter Pevensie y sus hermanos fueron llamados a Narnia en el año 2303 de Narnia, 1.288 años narnianos tras su partida.
Entonces Narnia estaba gobernada por el telmarino Rey Miraz, que había matado a su hermano Caspian IX y usurpado el trono. Miraz planea asesinar al verdadero heredero, su sobrino el Príncipe Caspian, después del nacimiento de su hijo. Caspian había descubierto la existencia de la vieja Narnia y sus criaturas , y se había vuelto comprensivo con su situación.
Los cuatro hermanos Pevensie ayudaron a Caspian a derrotar a Miraz en la Segunda Batalla de Beruna, y Caspian recuperó el trono. Caspian logró controlar firmemente el país con el apoyo de sus oficiales, muchos de ellos narnianos de la Segunda Batalla, y  creó un consejo leal conpuesto de telmarinos y narnianos
Se aseguró la igualdad y la paz entre las razas, y se renovó la alianza de Narnia con Archenland. Se llevó a cabo una exitosa guerra contra los gigantes en el Norte y se reconstruyó la Armada de Narnia.
Lucy y Edmund llegaron a Narnia de nuevo tres años más tarde con su primo Eustace en el año 2306 de Narnia, y navegaron con Caspian a bordo de la nave "El Viajero del Alba". Caspian emprendió este viaje para encontrar a los siete grandes señores de Narnia que habían sido expulsados por Miraz al Lejano Oriente, más allá de las Islas Desiertas.
Caspian restauró el control de Narnia sobre las Islas Solitarias (caducas bajo el dominio telmarino) y exploró las islas orientales desconocidas hasta el borde mismo del mundo. Los exploradores tuvieron muchas aventuras, incluyendo la lucha contra una serpiente marina, encontrándose con un mago y sus sujetos invisibles, y Eustace se convirtió brevemente en un dragón.
Caspian se casó con Liliandil , hija de una estrella llamada Ramandu. Después del nacimiento de su hijo Rilian, la reina murió en manos de una bruja con forma de serpiente, y Rilian, para entonces un hombre joven, desapareció durante su búsqueda.
Eustace volvió  de nuevo a Narnia en el año 2356 junto con una amiga de la escuela, Jill Pole, para encontrar que el paso del tiempo había convertido a Caspian en un anciano. El hijo de Caspian, Rilian, había desaparecido, y como Caspian se embarcó en un viaje final a buscar consejo de Aslan acerca de la sucesión, los niños y Barroquejón el Renacuajo del Pantano comenzaron su propia búsqueda de Rilian.
Esto les llevó a las tierras salvajes del norte, habitadas por gigantes; y al Submundo, donde encontraron a Rilian y la Dama de la Saya Verde, que lo había embrujado. Liberaron a Rilian, quien a su vez mató a la bruja, y volvieron a Narnia para encontrar a Caspian moribundo cuando regresaba de su viaje. Finalmente, Caspian murió y su hijo heredó el trono, aunque antes logró ser el único narniano que visitó la Tierra, gracias a Aslan.

### Destrucción
El mundo de Narnia, finalmente fue destruido en el año 2555 de Narnia al final de la última Edad, durante el reinado del rey Tirian, hijo del rey Erlian y séptimo en descenso desde Rilian.
Un simio parlante llamado Shift construyó una elaborada conspiración en un intento egoísta de cambiar Narnia a su gusto. Al vestir a  burro llamado Puzzle en una piel de un león y lo que dice ser Aslan, cambio comenzó subrepticiamente a hacerse con el control del país, obligando a los habitantes a hacer su voluntad en nombre del león. A continuación, hizo contacto con los gobernantes de Calormen, invitándoles a conquistar Narnia para su beneficio mutuo.
Los soldados calormenos al mando del capitán Rishda Tarkaan tardaron en llegar, y por el momento el rey Tirian enteró de los planes de traición del simio, que estaban bien en el camino de su recorrido. Shift dijo a los soldados que el Tash calormeno y Aslan eran un solo ser llamado "Tashlan."
Con la ayuda de Eustace y Jill (que llegó a tiempo para rescatar al rey de captura), Tirian intentó reunir Narnia y expulsar a los invasores, pero el efecto divisorio del falso Aslan y la captura de Cair Paravel por una flota calormena hizo que sus esfuerzos fueran infructuosos. Tirian y sus partidarios restantes llegaron a una última resistencia contra el ejército de Rishda en la batalla de Estable Hill, donde fue derrotado Tirian.
Pero en el curso de esta posición final, los defensores se vieron obligados de nuevo en el establo y encontraron en el interior, para su sorpresa, el país de Aslan: todo lo que la verdadera Narnia ha tenido que era bueno, un Narnia-dentro-de Narnia. Aslan estaba esperando por ellos, y les dijo que esta última derrota significó el final.
Al abrir la puerta estable, los niños y otros sobrevivientes fueron testigos del final de Narnia, los dragones y salamandras desarraigo de los árboles, la in-corriendo del mar, la destrucción del sol y la luna, el regreso a casa de las estrellas, y en última instancia final de todo lo que existía en el mundo.
Aslan llama a todos sus habitantes a él. Los que habían sido fieles se tomaron con él en su propia tierra, donde se reunieron las personas que habían muerto anteriormente en Narnia. Los que habían sido infiel fueron rechazados a la entrada de la nueva tierra y se perdió en las sombras a un destino desconocido.
La tierra de Aslan era más grande y mejor que la antigua Narnia, los que habían muerto fueron encontrados con vida en él, porque era el "real", mientras que la antigua Narnia había sido sólo una copia de la tierra de Aslan. "Ese fue el sueño, esta es la realidad." También se indicó que el país de Aslan estaba conectado "más y más" a la "real" de Inglaterra, donde Lucy Pevensie fue capaz de ver a sus padres, que murieron en un accidente de tren que mató a todos los otros hermanos Pevensie (excepto Susan), así como Digory, Polly, Eustace y Jill.